# Пейтре, Меэлис
Меэлис Пейтре (эст. Meelis Peitre; 27 марта 1990, Кейла, Харьюмаа) — эстонский футболист, левый защитник. Выступал за национальную сборную Эстонии.

## Биография

### Клубная карьера
Воспитанник футбольной школы таллинской «Флоры». На взрослом уровне начал выступать в 2007 году в составе клуба, входившего в систему «Флоры» — «Уорриор» (Валга) в первой лиге. За два сезона в составе клуба из Валги сыграл 62 матча и забил 12 голов. С начала 2009 года играл за «Флору-2» в первой лиге, а в конце сезона дебютировал в первой команде своего клуба — 10 ноября 2009 года в игре последнего тура чемпионата Эстонии против «Таммеки» вышел на замену на 54-й минуте вместо Маркуса Юргенсона. В 2011—2012 годах стал играть в основном составе более регулярно, проведя в каждом из сезонов по 20 матчей. 27 августа 2011 года забил свой единственный гол в высшем дивизионе в ворота «Таммеки». Чемпион Эстонии 2010 и 2011 годов, обладатель Суперкубка Эстонии 2011 и 2012 годов. В 2013 году потерял место в основном составе таллинского клуба, сыграв лишь несколько матчей на старте сезона.
В июле 2013 года перешёл в «Пайде ЛМ», где провёл три года с перерывом, сыграв 47 матчей в высшей лиге. В 2017 году по некоторым данным числился в клубе третьего дивизиона «Кейла», однако ни разу не попадал в заявку на матчи.
Всего в высшей лиге Эстонии сыграл 95 матчей и забил один гол.

### Карьера в сборной
С 17 лет выступал за юношескую, молодёжную и олимпийскую сборные Эстонии.
В национальной сборной Эстонии дебютировал во время турне команды по Южной Америке, 19 июня 2011 года в матче против Чили, выйдя на замену на 64-й минуте. Спустя четыре дня принял участие в игре против Уругвая. Эти два матча остались для него единственными в составе сборной.

## Достижения
- Чемпион Эстонии: 2010, 2011
- Обладатель Кубка Эстонии: 2010/11, 2012/13
- Обладатель Суперкубка Эстонии: 2011, 2012